# Lindernia neocaledonica
Lindernia neocaledonica é uma espécie botânica do gênero Lindernia pertencente à família Linderniaceae.